# David O'Reilly
David J. O'Reilly, född 1947, är en irländsk-amerikansk företagsledare som var både styrelseordförande och vd för det amerikanska petroleumbolaget Chevron Corporation mellan 2000 och 2009.
1968 tog O'Reilly kandidatexamen i kemiteknik vid University College Dublin och började direkt efter på Chevron Oil Company:s dotterbolag Chevron Research Company i Richmond, Kalifornien som en processingenjör. O'Reilly klättrade i Chevron:s hierarki och 1989 blev han utnämnd till vicepresident och COO för Chevron:s dotterbolag, Chevron Chemical Company. Två år senare blev han vicepresident för hela koncernen. Det varade i tre år innan han blev president för dotterbolaget Chevron Products Company och där var han fram till 1998 när han blev vald till vice styrelseordförande. 2000 efterträdde han den dåvarande styrelseordföranden och vd:n Kenneth T. Derr på hans poster och var den högst ansvarige för hela koncernen fram tills hans pensionering 2009 när han lämnade över sina positioner till efterträdaren John S. Watson.

## Kompensation
| År    | Lön ($)   | Bonus ($) | Aktiepost ($) | Övrigt ($) | Totalt ($)  | Aktieinnehav1 | Aktievärde ($ mn) | Källa |
| ----- | --------- | --------- | ------------- | ---------- | ----------- | ------------- | ----------------- | ----- |
| 2009  | 1,790,000 | 3,000,000 | N/A           | 10,672,167 | 15,462,167  | N/A           | N/A               | [ 2 ] |
| 2008  | 1,650,000 | 3,220,000 | 21,060,000    | 21,620,000 | 47,560,000  | 0,01%         | 15,8              | [ 3 ] |
| 2007  | 1,650,000 | 3,600,000 | 18,190,000    | 11,170,000 | 34,610,000  | 0,01%         | 18,7              | [ 4 ] |
| 2006  | 1,620,000 | 3,500,000 | 9,320,000     | 8,030,000  | 22,470,000  | 0,01%         | 16,1              | [ 5 ] |
| 2005  | 1,550,000 | 3,500,000 |               | 3,750,000  | 8,800,000   | 0,01%         | 11,2              | [ 6 ] |
| 2004  | 1,506,000 | 3,950,000 | 1,668,000     | 1,046,000  | 8,170,000   | 0,01%         | 10,1              | [ 7 ] |
| 2003  | 1,313,000 | 3,150,000 | 633,000       | 3,360,000  | 8,456,000   | N/A           | 3,7               | [ 8 ] |
| 2002  | N/A       | N/A       | N/A           | N/A        | N/A         | N/A           | N/A               |       |
| 2001  | N/A       | N/A       | N/A           | N/A        | N/A         | N/A           | N/A               |       |
| 2000  | N/A       | N/A       | N/A           | N/A        | N/A         | N/A           | N/A               |       |
| 03-09 |           |           |               |            | 145,528,167 |               |                   |       |

1 = Aktieinnehav i Chevron Corporation.